# Želechovice
Pour les articles homonymes, voir Želechovice (homonymie).
Želechovice (en allemand : Selechowiz) est une commune du district et de la région d'Olomouc, en République tchèque. Sa population s'élevait à 234 habitants en 2023.

## Géographie
Želechovice se trouve à 2,5 km au sud-est du centre d'Uničov, à 19 km au nord-nord-ouest d'Olomouc, à 73 km au nord-est de Brno et à 198 km à l'est-sud-est de Prague.
La commune est limitée par Uničov à l'ouest et au nord, par Újezd à l'est et par Pňovice au sud.

## Histoire
La première mention écrite de la localité date de 1320.

## Transports
Par la route, Želechovice se trouve à 3,2 km du centre d'Uničov, à 22,5 km d'Olomouc, à 103 km de Brno et à 252 km de Prague.